# Euxoa divergens
Euxoa divergens (tên tiếng Anh: Divergent Dart) là một loài bướm đêm thuộc họ Noctuidae. Nó được tìm thấy ở Newfoundland to Alaska, phía nam đến New York và Michigan in the east, và ở vùng núi của phía tây phía nam đến New Mexico, Arizona và California.
Sải cánh dài 31–35 mm. Con trưởng thành bay từ tháng 5 đến tháng 9. Có một lứa một năm.